# Diomede

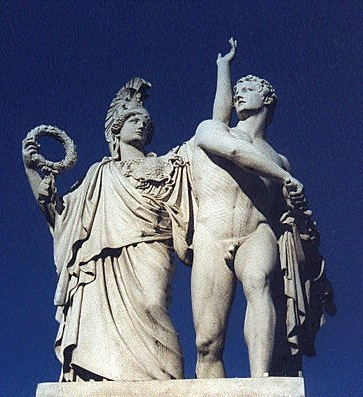
Atena dându-i sfaturi lui Diomede, înainte de intrarea acestuia în luptă

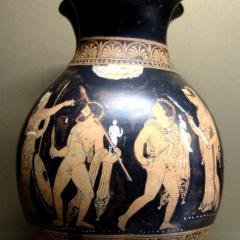
Diomede și Odiseu răpind Palladiumul

Diomede (greacă: Διομήδης), sau Diomedes, a fost un erou etolian, rege al cetății Argos, care a participat la războiul împotriva Troiei. Era fiul lui Tydeus și al lui Deiphyle, una dintre fiicele lui Adrastus. A participat la expediția epigonilor împotriva cetății Teba. În ciclul troian el este prietenul și tovarășul nedespărțit al lui Odiseu, pe care îl însoțește în toate misiunile mai grele (intervenția făcută de Odiseu pe lângă Agamemnon ca să o sacrifice pe Ifigenia, plecarea lui Odiseu la Lemnos ca să-l caute pe Filoctet⁠(d) rănit, răpirea statuii-talisman Palladium chiar din templul troian al Atenei etc.). Homer îl descrie pe Diomede ca un luptător curajos, care seamănă moartea în rândul troienilor. O rănește în luptă și pe Afrodita, faptă care-i atrage mânia zeiței. După terminarea războiului, Diomedes se întoarce acasă dar, fiindcă acolo află de infidelitatea soției lui, Aegiale⁠(d), părăsește meleagurile natale și pornește din nou prin lume. Poposește pe țărmurile Italiei și se stabilește la curtea regelui Daunus. După o versiune s-ar fi căsătorit chiar cu fiica regelui și ar fi trăit acolo până la adânci bătrâneți.

## În literatură
În Infernul, Dante îl vede pe Diomede în al optulea „cerc al infernului”, acolo unde „sfătuitorii înșelătoriei” sunt închiși pentru eternitate în flacările iadului. Era pedepsit astfel pentru furtul Palladiumului⁠(en)[traduceți] și pentru stratagema cu Calul troian. La aceeași osândă era supus și prietenul său Odiseu, care, în plus, era pedepsit și pentru că l-a convins pe Ahile să lupte în războiul troian, fără să-i dezvăluiască faptul că participarea la acest război va duce în mod inevitabil la moartea sa.
Diomede joacă un rol important și în legenda medievală despre Troilus și Cresida, în care el devine noul iubit al Cresidei, atunci când aceasta este trimisă în tabăra aheilor care asediau Troia, acolo unde se afla și tatăl ei, Calchas, în schimbul eliberării lui Antenor. În piesa omonimă a lui Shakespeare, Diomede se luptă de mai multe ori cu Troilus pentru Cresida.
Diomede este și eroul principal al romanului Le paludi di Hesperia (tradus în limba română cu titlul „Talismanul Troiei”) de Valerio Massimo Manfredi (1994).